# Martin Auer (Unternehmen)

Atelier Martin Auer, 2021

Die Martin Auer GmbH ist ein Unternehmen mit Sitz in Graz in der Steiermark. Neben der Produktion von Backwaren betreibt das Familienunternehmen Cafés und Bäckereien mit teils gastronomischer Ausrichtung unter dem Markennamen Martin Auer.

## Unternehmensgeschichte
Im Jahr 1936 gründete der aus einer Winzerfamilie stammende Bäckermeister Martin Auer IV am Hauptplatz von Maribor/Marburg die Bäckerei Martin Auer. Bereits 1944 verkaufte er sein Unternehmen wieder und zog mit seiner Familie nach Graz. Dort übernahm er am Dietrichsteinplatz die älteste Bäckerei der Stadt.
Nach seinem Tod im Jahr 1964 führte sein Sohn Martin V, der als 20-Jähriger zu dieser Zeit noch Student der Rechtswissenschaften war, die Bäckerei fort. Nachdem er das Bäckerhandwerk erlernt hatte und sich binnen weniger Jahre mit Roggenbroten aus Natursauerteig einen Namen gemacht hatte, begann er als einer der ersten Bäcker Österreichs das Unternehmen als Filialist zu entwickeln. Hierzu eröffnete er 1974 eine Filiale am Grazer Hauptplatz, die heute die älteste Bäckereifiliale der Steiermark ist. Bis zum Jahr 1980 folgten dann weitere vier Filialen, was Martin Auer zu dieser Zeit nach Anker zum größten Bäckereifilialisten Österreichs machte.
Im Jahr 1980 wurde Martin Auer als erstes gewerbliches Bäckereiunternehmen mit dem Recht zum Führen des Österreichischen Staatswappens geehrt. Diese staatliche Auszeichnung wird durch den österreichischen Bundesminister für Wirtschaft an Unternehmen verliehen, die sich durch außergewöhnliche Leistungen um die österreichische Wirtschaft verdient gemacht haben. Aufgrund einer Firmenumbildung wurde dem Unternehmen im Jahr 1992 das Recht zum Führen des Staatswappen erneut verliehen. Im Jahr 1986 wurde der erste Standort in der Wiener Innenstadt eröffnet. 2006 folgte eine Filiale in Klagenfurt.
Seit 1999 war der studierte Betriebswirt Martin Auer VI im In- und Ausland als Unternehmer tätig. Er begann anschließend eine Ausbildung zum Bäcker, die er 2008 mit der Meisterprüfung abschloss. Am 1. Februar 2011 übernahm er das Familienunternehmen und führt es seither gemeinsam mit seiner Frau Barbara. In den Folgejahren begann das Unternehmen, sich zunehmend auf die Aufwertung bestehender Standorte zu konzentrieren und größere Bäckerei-Café-Konzepte neu zu eröffnen. Dadurch fand auch im Sortiment eine Entwicklung weg vom reinen Brotverkauf, hin zu gastronomischem Angebot statt. Im Zuge der Umstrukturierung zum reinen Filialisten folgte am 1. Mai 2012 der Rückzug aus dem Lebensmitteleinzelhandel, wo man bis dahin u. a. bei Billa, Merkur, Spar, Interspar gelistet war. Seither tritt Auer nur noch in geringem Umfang als Lieferant von HoReCa auf.

## Unternehmen
Die Martin Auer GmbH ist ein Familienunternehmen in dritter Generation. Es produziert Backwaren und vertreibt sie unter dem Namen MARTIN AUER in den eigenen Cafés und Bäckereien mit teils gastronomischer Ausrichtung bundesweit in Österreich. Mehr als 99 % des Umsatzes werden dabei in den 45 eigenen Filialen erwirtschaftet. Das Unternehmen erwirtschaftete 2023 einen Umsatz von 40 Millionen Euro p. a. und beschäftigt rund 800 Mitarbeitende.

## Atelier Martin Auer
Im August 2021 eröffnete das Atelier Martin Auer. An diesem Standort befindet sich seither die offen einsehbare Backstube mit Konditorei, eine Kaffeerösterei, eine Getreidemühle, in der ausschließlich Bio-Vollkornmehl gemahlen wird, ein Café und Flagshipstore sowie die Verwaltung. Die neue Zentrale bietet 6.500 m2 Nutzfläche. Zur Heizung und Kühlung wird die Abwärme von Öfen und Kühlanlagen genutzt, ebenso befindet sich eine Photovoltaikanlage auf dem Dach.

## Soziale Verantwortung und Nachhaltigkeit
Im Geschäft Pane in der Grazer Mariahilferstraße übernehmen ehrenamtliche Mitarbeiter von Dienstag bis Samstag den Verkauf von Brot vom Vortag zu etwa der Hälfte des regulären Preises, wobei der gesamte Erlös an wohltätige Organisationen gespendet wird. Die laufenden Erhaltungskosten werden von Martin Auer übernommen. Im Jahr 2021 konnten rund € 32.400 an karitative Einrichtungen gespendet werden. Unterstützt werden lokale Projekte wie das vom Grazer Altbürgermeister Alfred Stingl ins Leben gerufene Projekt Von Mensch zu Mensch.

## Auszeichnung
2016 wurden Martin und Barbara Auer im Hotel Adlon in Berlin mit dem Marktkieker, einem Branchenpreis, der die unternehmerische Leistung von Bäckern beurteilt, ausgezeichnet.

## Expansion nach New York City
Für Herbst 2025 plant das Unternehmen die Eröffnung einer Schaubäckerei in Manhattan, New York City. Mit dieser Niederlassung erfolgt sowohl der Eintritt in den US-amerikanischen Markt als auch die erste internationale Expansion des Unternehmens.